# EROEI
EROEI (ang. energy return on energy invested, zwrot energii wobec energii inwestowanej) – wskaźnik ekonomiczny. 
Może służyć do obliczeń ekonomicznych, natomiast sam wskaźnik jest obliczeniem czysto fizycznym, stosunkiem zysku energetycznego do nakładu energetycznego. Stosowany był do badania fizycznej „opłacalności” produkcji energii. Współcześnie może być stosowany szerzej, do obliczania fizycznej opłacalności procesów. Obliczenie tego wskaźnika bywa też łączone z analizą cyklu życia produktu (Life Cycle Analysis, LCA, zwłaszcza w zastosowaniu do środowiska (środowiskowy cykl życia produktu).